# キングス・チャペル墓地

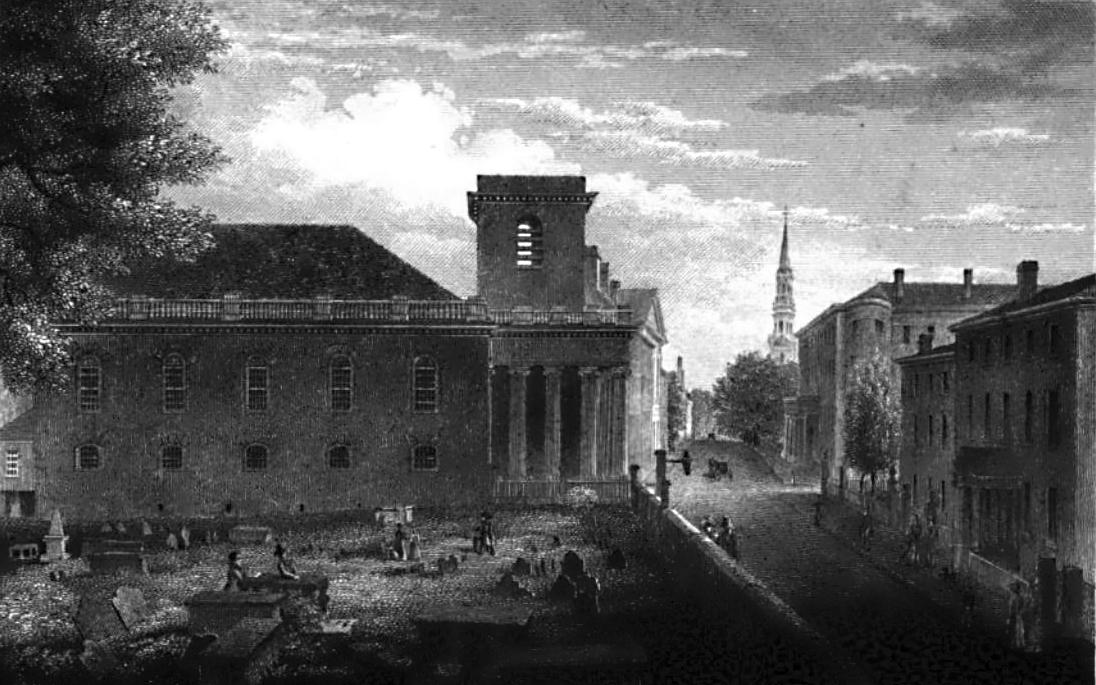
1833年、キングス・チャペルおよび墓地

キングス・チャペル墓地 (英語: King's Chapel Burying Ground) は、アメリカ合衆国マサチューセッツ州ボストンのトレモント・ストリートにあるキングス・チャペルの歴史的墓地。ボストン最古の墓地であり、フリーダムトレイルの一部となっている。
1630年、ボストン初の墓地として創立した。当初の土地所有者であったアイザック・ジョンソンが最初の埋葬者とされる。1630年から1660年の30年間、ボストン唯一の墓地であった。地元の聖公会の集会はキングス・チャペル建設のために長年土地を獲得することができなかったが、1686年、墓地の敷地を分配された。

## 著名な埋葬者
- チャールズ・アプソープ - 商人[2]。
- メアリー・チルトン - プリマス・ピルグリム。ヨーロッパ人女性初のニューイングランド入植者。
- キャプテン・ロジャー・クラップ - 1691年2月2日没。由緒ある砲兵中隊メンバー。かつてドーチェスターに住んでいた[3]。息子デザイアも近くに埋葬されている。
- ジョン・コットン - ピューリタン神学者。
- ジョン・デイヴンポート - ピューリタン神学者
- ウィリアム・ドーズ (異論あり[4]) - アメリカ独立戦争の英雄。
- ウィリアム・エマーソン - ラルフ・ワルド・エマーソンの父。
- ロバート・キーン - 由緒ある砲兵中隊初代隊長。
- ジョン・ランバート - ジョン・ケルチのもとで活動していた海賊[5]。
- ジョン・オクセンブリッジ - ピューリタン神学者。
- エリザベス・ペイン - 墓石がナサニエル・ホーソーン著『緋文字』のヘスター・プリンの着想となった。
- ドクター・コンフォート・スター - ケンブリッジの医師。ハーバード・カレッジ創立者[6][7]。
- ヘゼカイア・アッシャー - 植民地初の書店員および出版者。
- ジョン・ウィルソン - ピューリタン神学者。
- ジョン・ウィンスロップ - マサチューセッツ初のピューリタン知事。

## ギャラリー

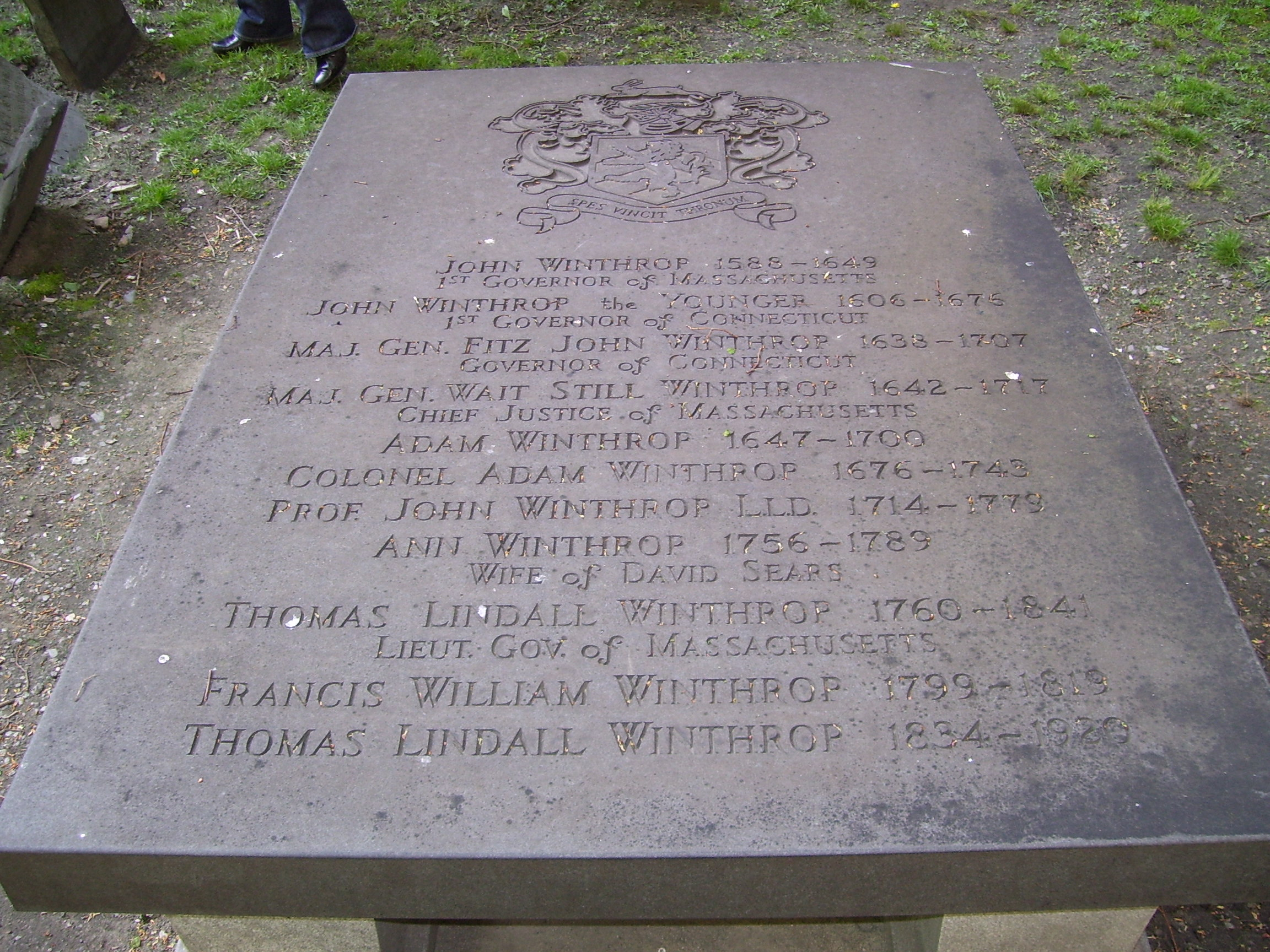
ジョン・ウィンスロップ(1649年没)の墓。
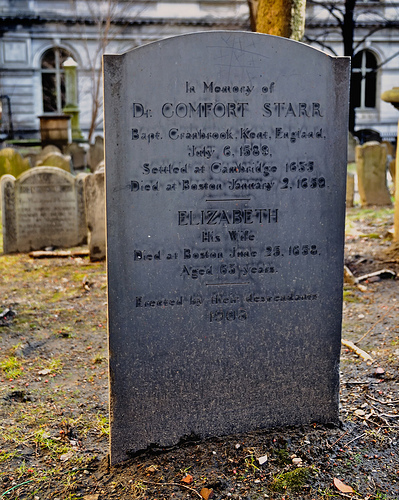
ドクター・コンフォート・スターと妻エリザベスの墓石。
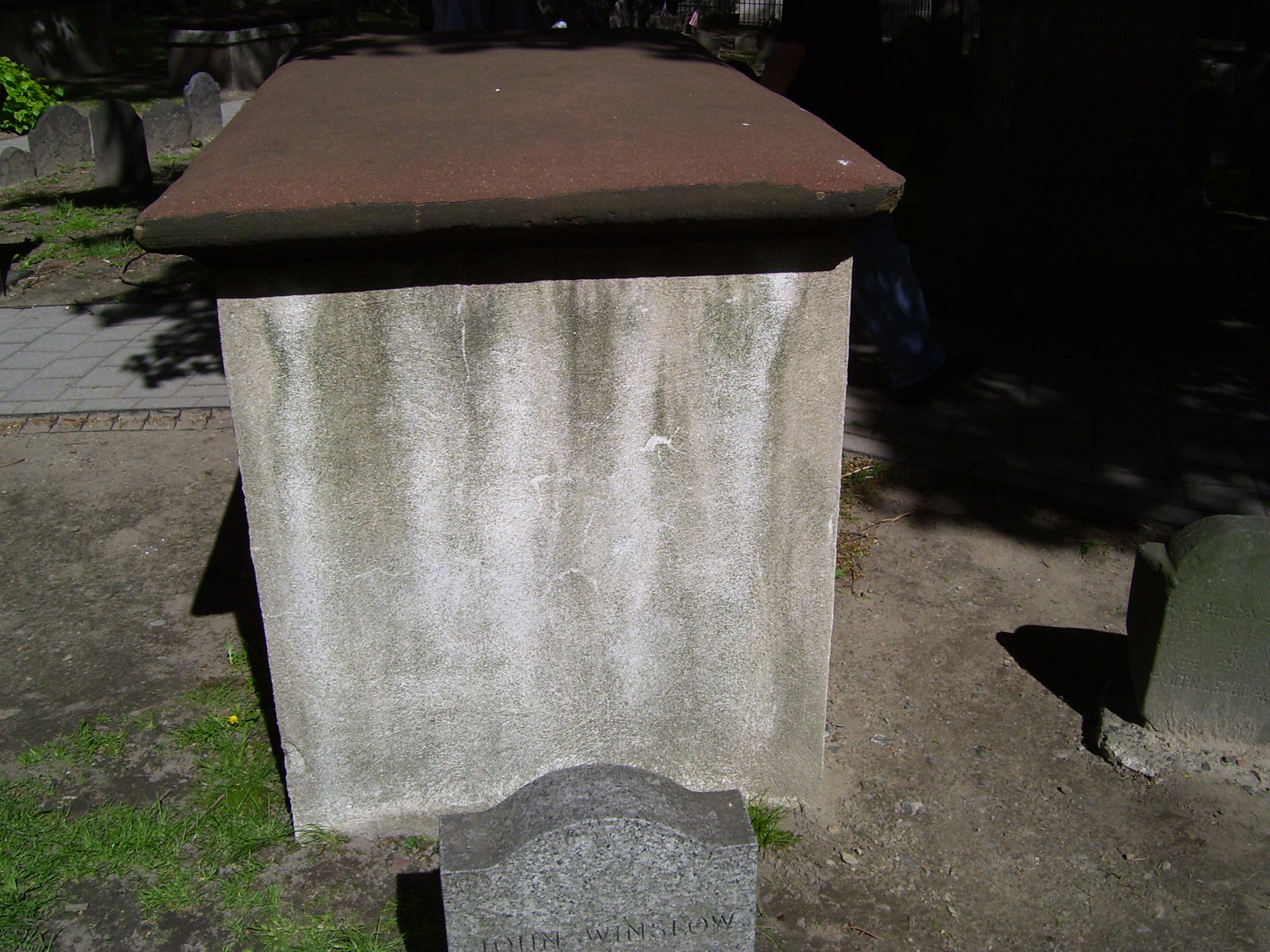
メアリー・チルトン・ウィンスロウ(1679年頃没)が埋葬されたウィンスロウ家の墓。
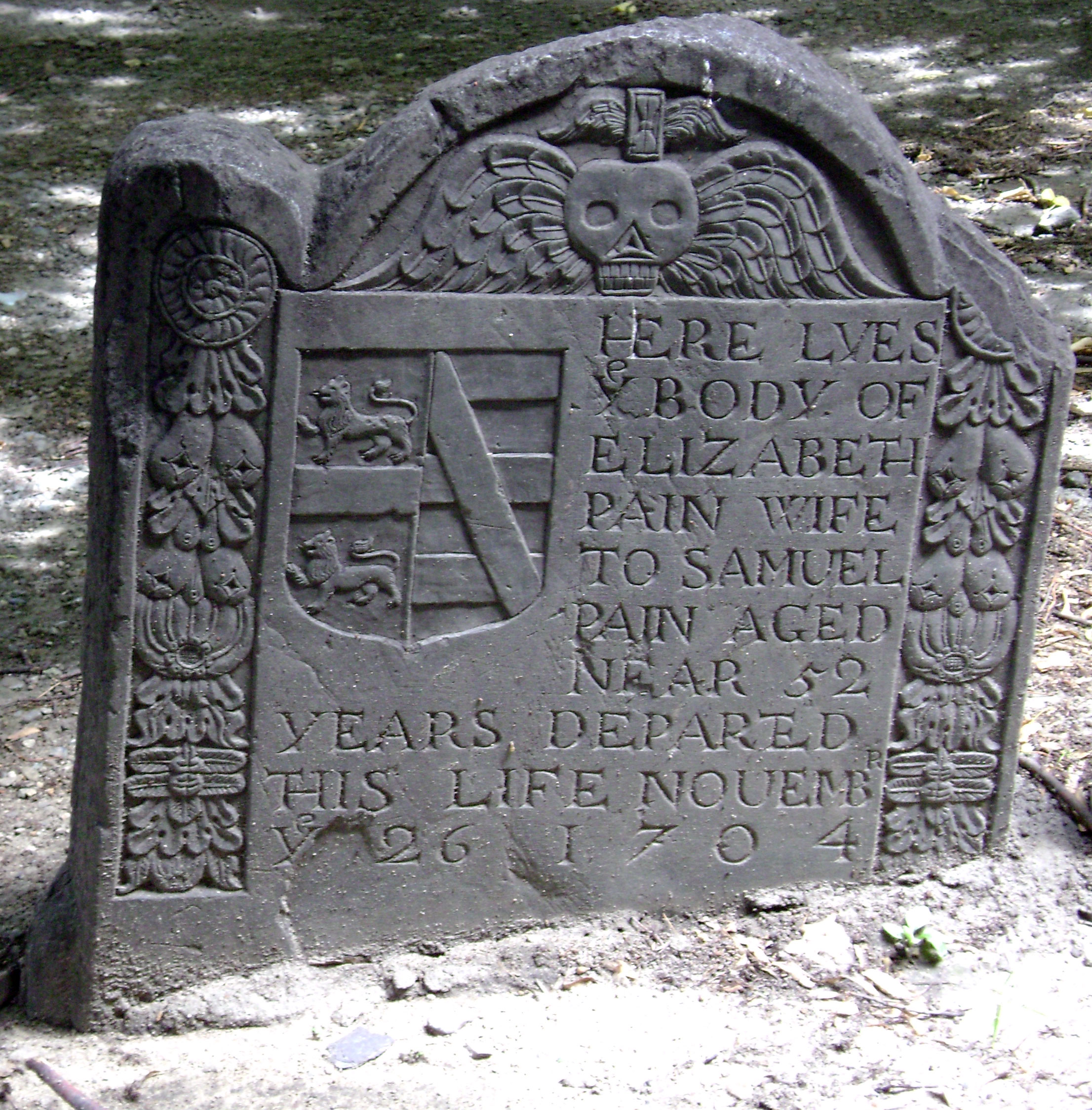
エリザベス・ペイン(1704年没)の墓石。
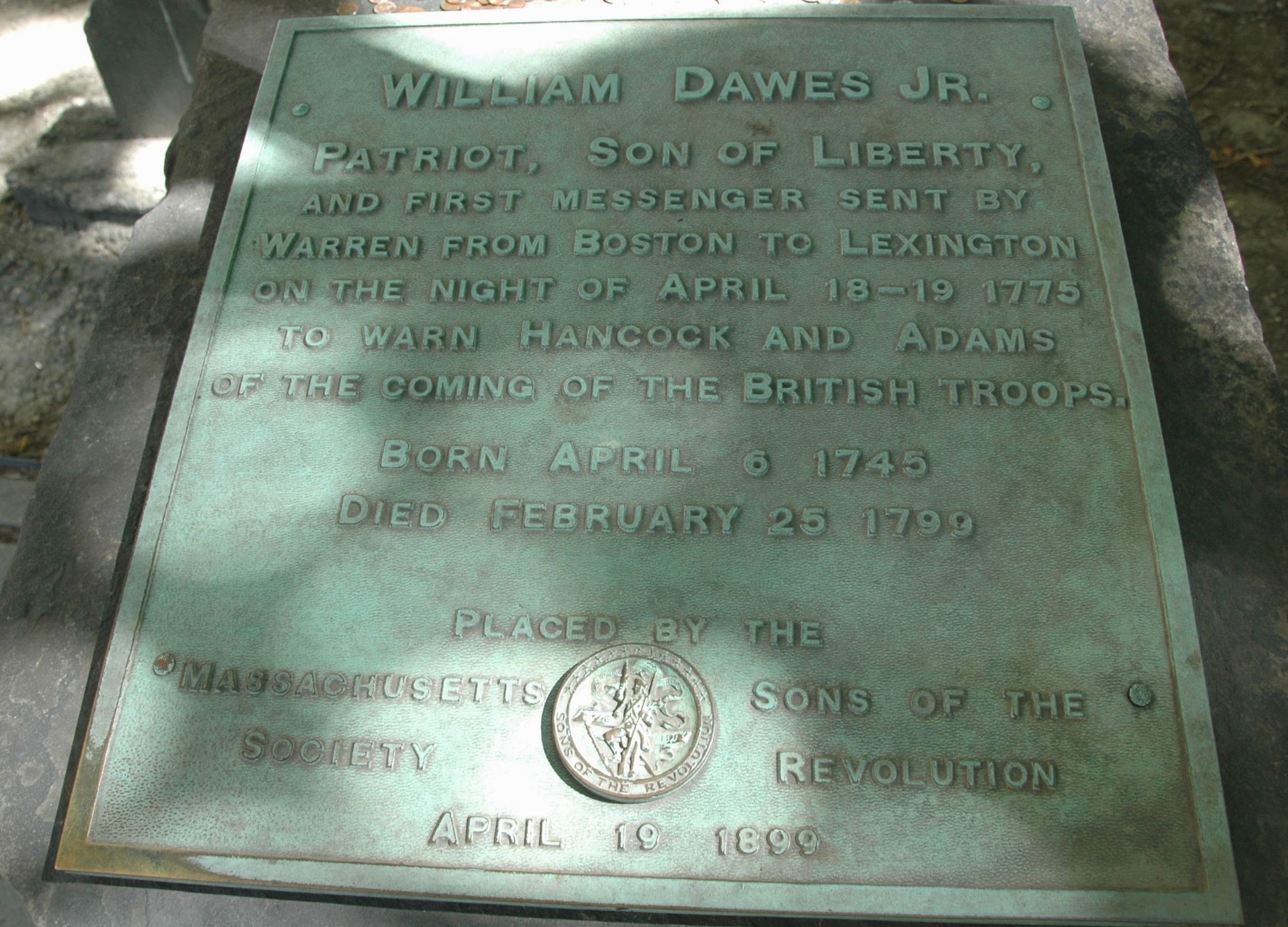
ウィリアム・ドーズ(1799年没)の墓石。
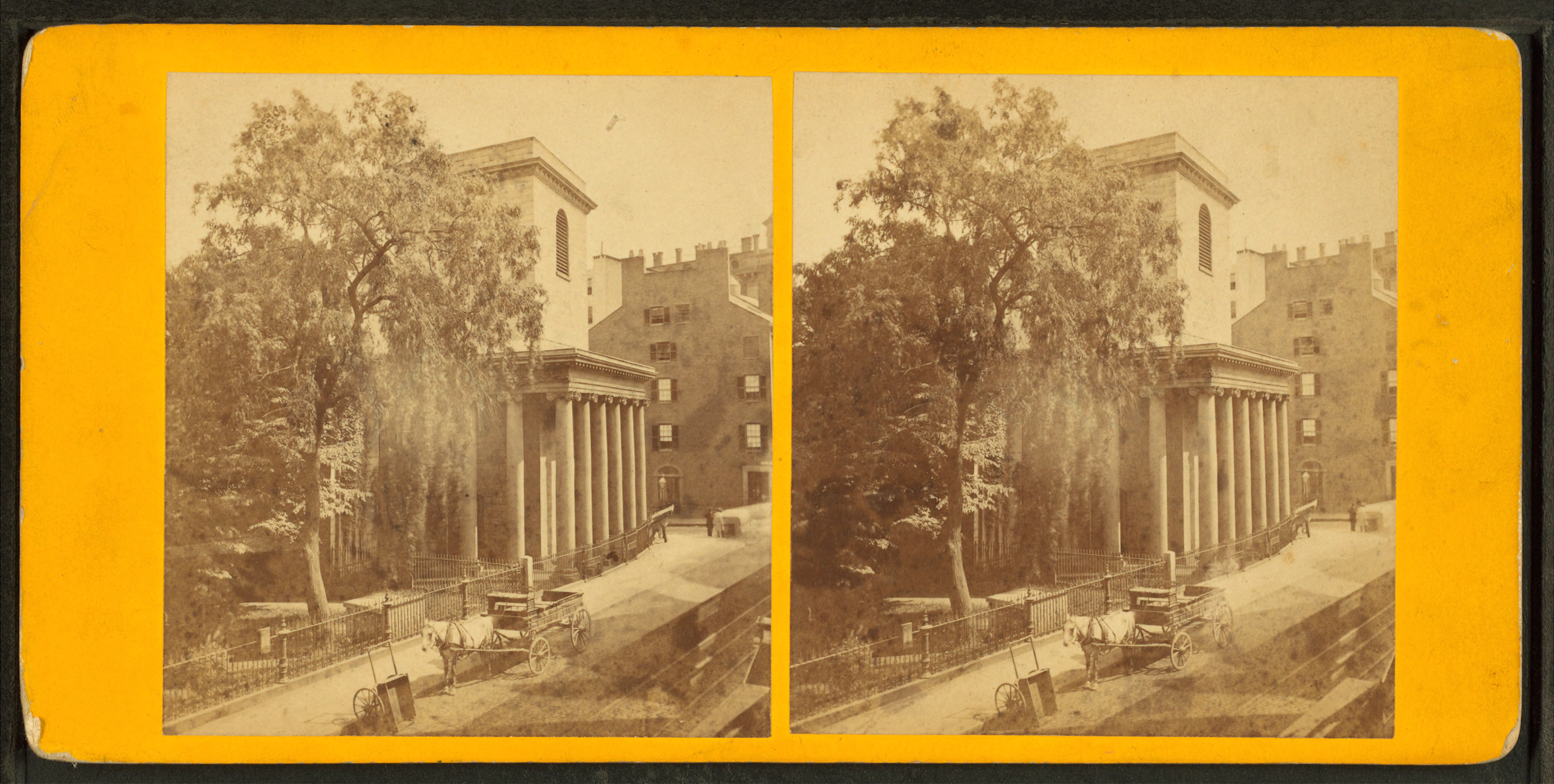
19世紀、キングス・チャペル(右)、墓地(左)。
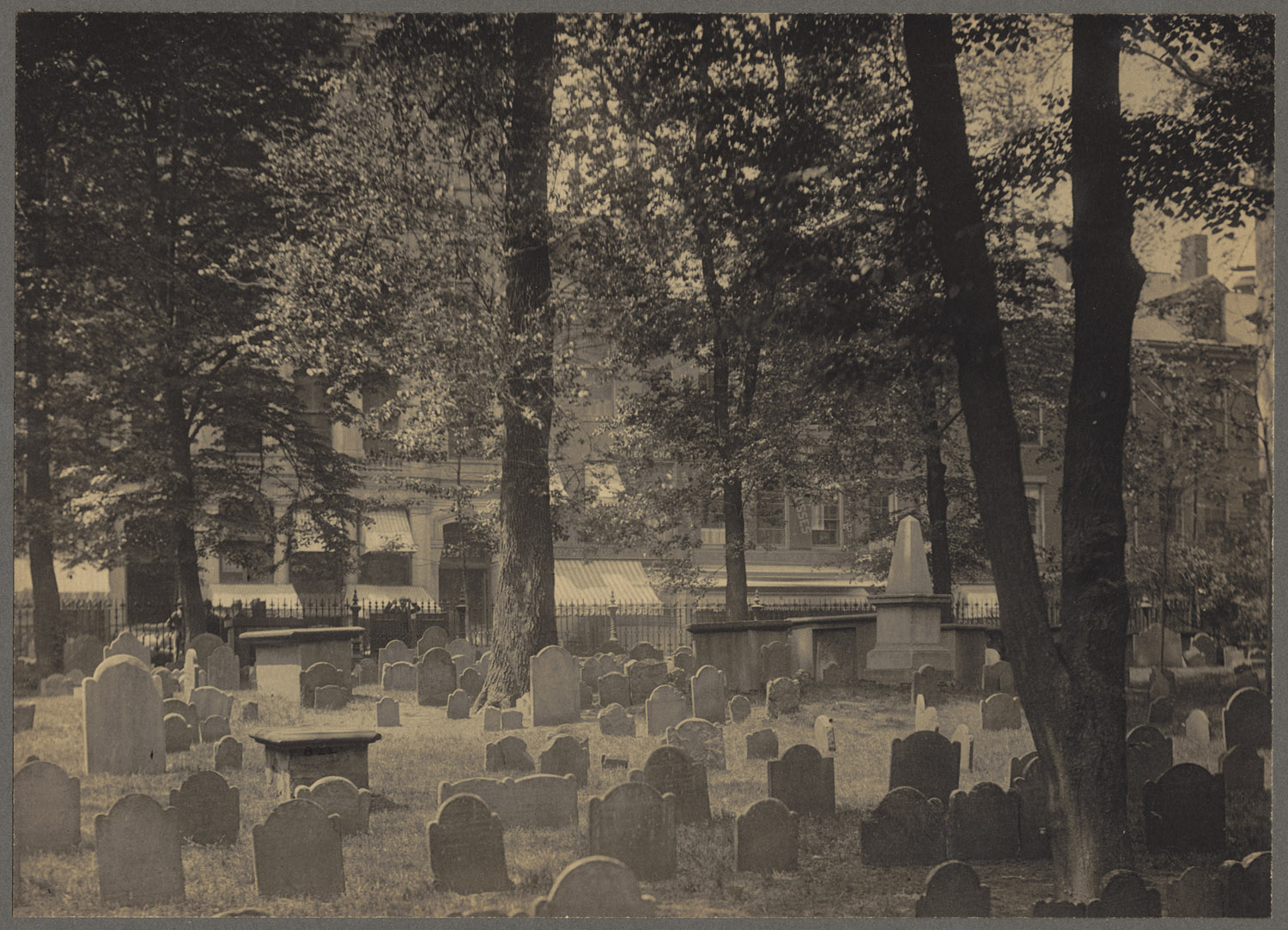
1898年頃、トレモント・ストリートをのぞむ。